# SheBelieves Cup 2018
La SheBelieves Cup 2018 è stata la terza edizione della SheBelieves Cup, torneo a invito riservato a nazionali di calcio femminile, che si è svolta negli Stati Uniti d'America dal 1º al 7 marzo 2018. Il torneo è stato vinto dagli Stati Uniti per la seconda volta nella sua storia sportiva.
L'edizione ripropone la formula a quattro squadre della precedente, con le nazionali di Germania, Francia e Inghilterra che oltre agli Stati Uniti, avevano disputato le prime due edizioni, con Francia e Stati Uniti a vantare la vittoria nel torneo, rispettivamente nelle edizioni , 2016 e 2016.

## Formato
Le quattro squadre invitate disputano un solo girone all'italiana, dove vengono concessi tre punti per la vittoria, uno per il pareggio e zero per la sconfitta. In caso di parità di punti, venivano considerati gli scontri diretti, la differenza reti e i gol fatti.

## Stadi
| Columbus, Ohio            | Harrison, New York | Orlando, Florida     |
| ------------------------- | ------------------ | -------------------- |
| Mapfre Stadium            | Red Bull Arena     | Orlando City Stadium |
| Capacità: 19 968          | Capacità: 25 000   | Capacità: 25 500     |
|                           |                    |                      |
| Columbus Harrison Orlando |                    |                      |

## Nazionali partecipanti
| Squadra     | FIFA/Coca-Cola Women's World Ranking (15 dicembre 2017). |
| ----------- | -------------------------------------------------------- |
| Stati Uniti | 1                                                        |
| Germania    | 2                                                        |
| Inghilterra | 3                                                        |
| Francia     | 6                                                        |

## Classifica
| Pos. | Squadra     | Pt | G | V | N | P | GF | GS | DR |
| ---- | ----------- | -- | - | - | - | - | -- | -- | -- |
| 1.   | Stati Uniti | 7  | 3 | 2 | 1 | 0 | 3  | 1  | +2 |
| 2.   | Inghilterra | 4  | 3 | 1 | 1 | 1 | 6  | 4  | +2 |
| 3.   | Francia     | 4  | 3 | 1 | 1 | 1 | 5  | 5  | 0  |
| 4.   | Germania    | 1  | 3 | 0 | 1 | 2 | 2  | 6  | -4 |

| Arbitro: | Christina Unkel |

|                                          |           |            |
| Duggan 7’ Scott 28’ Taylor 39’ Kirby 46’ | Marcatori | 77’ Thiney |

| Arbitro: | Ekaterina Koroleva |

|             |           |  |
| Rapinoe 17’ | Marcatori |  |

| Arbitro: | Lucila Venegas |

|          |           |               |
| Pugh 35’ | Marcatori | 38’ Le Sommer |

| Arbitro: | Karen Abt |

|                               |           |                |
| Kayikçi 17’ Bright 51’ (aut.) | Marcatori | 18’, 73’ White |

| Arbitro: | Christina Unkel |

|                                    |           |  |
| Henry 10’ Le Sommer 55’ Gauvin 68’ | Marcatori |  |

| Arbitro: | Carol Anne Chénard |

|                     |           |  |
| Bardsley 58’ (aut.) | Marcatori |  |

## Statistiche

### Classifica marcatrici
2 reti
- Ellen White

- Eugénie Le Sommer

1 rete
- Valérie Gauvin
- Amandine Henry
- Gaëtane Thiney
- Hasret Kayikçi
- Toni Duggan

- Fran Kirby
- Jill Scott
- Jodie Taylor
- Mallory Pugh
- Megan Rapinoe

Autoreti
- Millie Bright (in favore della Germania)

- Karen Bardsley (in favore degli Stati Uniti)